# Alcis diodontota
Alcis diodontota là một loài bướm đêm trong họ Geometridae.